# Awwwards
Awwwards (Awwwards Online SL) — интернет-сайт конкурса профессиональных веб-дизайнеров и разработчиков. Основной целью является признание и поощрение лучших инновационных решений в веб-дизайне. Ежегодно на конференции и церемонии награждения Awwwards, проводимой в больших городах США и Европы, представлены лучшие сайты за весь год.
Awwwards был основан в 2009 году, со штаб-квартирой в Валенсии, Испания.

## Процесс номинации
На первом этапе процесса номинации, веб-дизайнеры добавляют свои работы через специальную форму на веб-сайте Awwwards для участия в номинации «Сайт Дня». Затем работа оценивается сообществом Awwwards и международным жюри, состоящим из выдающихся дизайнеров, разработчиков и интернет агентств. Все сайты, победившие в номинации «Сайт Дня», публикуются в ежегодной книге «365 лучших интернет сайтов со всего мира».
На втором этапе голосования, шесть лучших сайтов каждого месяца участвуют в номинации «Сайт месяца» и рассматриваются жюри во второй раз. Сайт с наибольшим количеством голосов получает звание «Сайта месяца».
12 сайтов-победителей участвуют в заключительной фазе соревнований: «Сайт Года». Эта награда выдается на конференции и церемонии награждения Awwwards.

## Жюри
Жюри состоит из многопрофильных дизайнеров, разработчиков, журналистов и агентств со всего мира. Группа экспертов оценивает талант, усилия, техничность, и понимание того, что входит в веб-проекты, представленные на рассмотрение.
Среди знаменитых членов жюри побывали: Дэйв Мэтвин, президент фонда JQuery; Джулиан Шапиро, создатель Velocity.js и Libscore; Пол Айриш, евангелист Google Chrome; Дэви Рудольф, арт-директор компании Apple; Дэн Седерхольм, соучредитель Dribbble; Ирис Льешнианин, главный редактор Smashing Magazine, и Тобиас ван Шнайдер, креативный директор Spotify.
В 2016 году в состав жюри Awwwards вошло три представителя из России.[значимость факта?] В 2018 году в состав жюри Awwwards вошло пять представителей из России.[значимость факта?]

## Типы наград
Awwwards предоставляет два типа наград: премию дизайнера и награду разработчика.

### Премия дизайнера
Основной наградой Awwwards долгое время является Премия дизайнерам. Она оценивает эстетическое решение, удобство и технические достижения в веб-дизайне. Материалы оцениваются по четырём критериям: дизайн, юзабилити, креативность и содержание.

### Премия разработчика
Премия разработчика была создана совместно с компанией Майкрософт и направлена на разработчиков, которые уже добились значительного успеха и мастерства в веб-программировании.

## Известные победители
Известные победители номинации «Сайт года»: включают Mercedes, Bloomberg, Bose, Warner Brothers, Volkswagen и Google.